# Baku Tech! Bakugan
Baku Tech! Bakugan (爆TECH!爆丸?, Baku Tech! Bakugan) è un manga  scritto e disegnato da Shingo. In Giappone la serie è stata pubblicata sulla rivista mensile CoroCoro Comic della Shogakukan dal 15 agosto 2010 al 15 gennaio 2014. Un adattamento anime è stata trasmessa su TV Tokyo dal 7 aprile 2012 al 30 marzo 2013 e ad essa è seguita una seconda serie trasmessa dal 6 aprile al 28 dicembre 2013.

## Trama
La serie segue le avventure di Harubaru Hinode ed il suo amico di infanzia e rivale, Raichi Kuronashi, nelle loro battaglie con i BakuTech, superiori ai normali Bakugan per via delle loro speciali parti metalliche. Harubaru Hinode può contare sul proprio bakugan Flare Dragaon, mentre Raichi Kuronashi ha dalla sua parte il bakugan Destroy Munikis.

## Media

### Manga
La pubblicazione del manga di Baku Tech! Bakugan realizzato dall'autore Shingo, è iniziata in Giappone il 14 agosto 2010 sulla rivista CoroCoro Comic della Shogakukan e si è conclusa il 15 gennaio 2014. I singoli capitoli sono stati raccolti in dieci volumi tankōbon, il primo dei quali è stato pubblicato il 24 dicembre 2010.

#### Volumi
| Nº | Data di prima pubblicazione | Data di prima pubblicazione | Data di prima pubblicazione |
| Nº | Giapponese                  | Giapponese                  |                             |
| -- | --------------------------- | --------------------------- | --------------------------- |
| 1  | 24 dicembre 2010            | ISBN 978-4-09-141195-2      |                             |
| 2  | 28 marzo 2011               | ISBN 978-4-09-141234-8      |                             |
| 3  | 26 agosto 2011              | ISBN 978-4-09-141234-8      |                             |
| 4  | 28 marzo 2012               | ISBN 978-4-09-141397-0      |                             |
| 5  | 27 aprile 2012              | ISBN 978-4-09-141436-6      |                             |
| 6  | 28 agosto 2012              | ISBN 978-4-09-141493-9      |                             |
| 7  | 25 gennaio 2013             | ISBN 978-4-09-141576-9      |                             |
| 8  | 26 aprile 2013              | ISBN 978-4-09-141633-9      |                             |
| 9  | 27 settembre 2013           | ISBN 978-4-09-141589-9      |                             |
| 10 | 28 febbraio 2014            | ISBN 978-4-09-140029-1      |                             |

### Anime

Logo della serie

La trasmissione della serie televisiva anime di Baku Tech! Bakugan è iniziata in Giappone il 7 aprile 2012 e si è conclusa il 30 marzo 2013, per un totale di 51 episodi trasmessi. Una seconda stagione, intitolata Baku Tech! Bakugan Gachi (爆TECH!爆丸 ガチ?, Baku TECH! Bakugan Gachi), è andata in onda dal 6 aprile al 28 dicembre 2013 per un totale di 39 episodi. Si tratta della quinta serie legata al franchise Bakugan.